# Vilarinho das Furnas
Vilarinho das Furnas was een dorp in het noorden van Portugal.
In de jaren zestig van de twintigste eeuw werd bekend dat Vilarinho, dat aan de rivier de Homem gelegen was, zou verdwijnen om plaats te maken voor een stuwmeer. Nog in hetzelfde decennium moesten de bewoners hun dorp verlaten en werd het dal waarin het dorp gelegen was onder water gezet. Tegenwoordig is het stuwmeer in de Homem een toeristische trekpleister. In perioden van grote droogte steken de restanten van Vilarinho das Furnas boven het water uit.

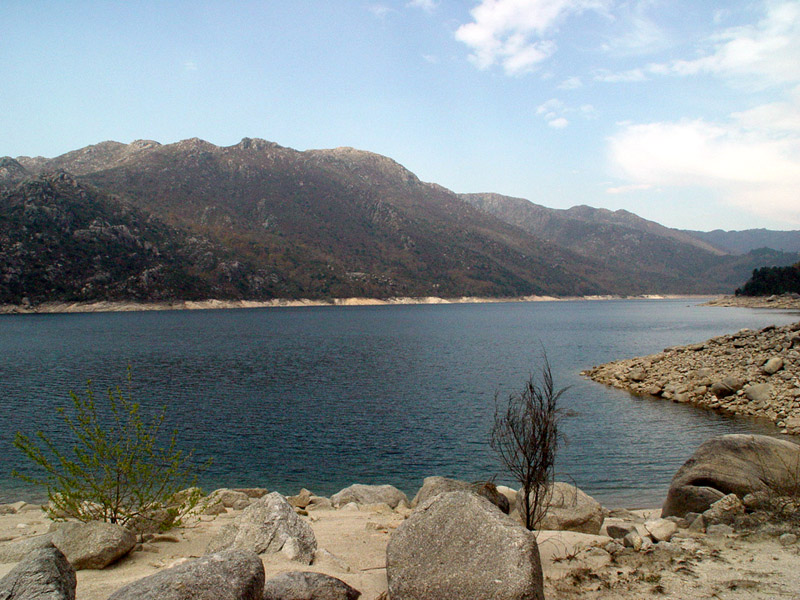
Meer waarin het dorp heeft bestaan
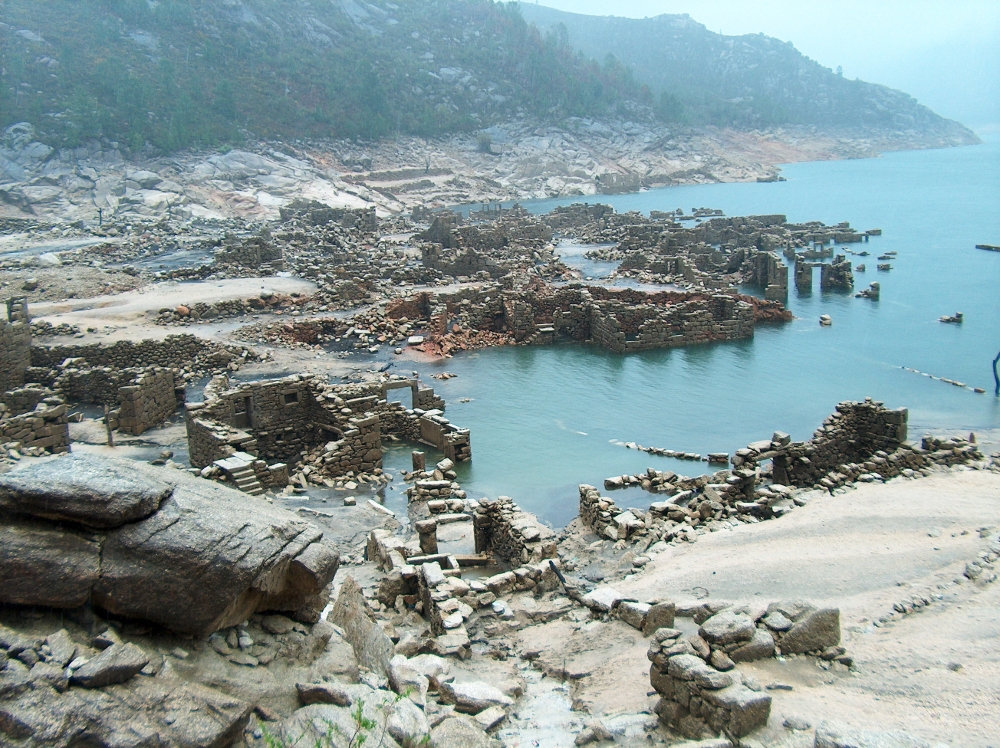
Zichtbare restanten bij een lage waterstand